# Associação Profissional dos Arqueólogos
A Associação Profissional dos Arqueólogos (APA) é uma entidade privada fundada no Porto em  21 de dezembro de 1992 (então com a designação Pró-Associação Profissional de Arqueólogos). Esta instituição tem-se pautado pela tomada de diversas posições públicas e pela organização de eventos públicos na área da Arqueologia em Portugal.

## Actividade
Em 2006, perante a então nova Lei Orgânica do Ministério da Cultura, a Associação Profissional dos Arqueólogos fez parte de uma plataforma de estruturas de representação dos profissionais das áreas da arqueologia, museus, conservação e restauro e ambiente que entregaram, no ministério tutelar, um documento-síntese manifestando a sua "profunda preocupação". Esta plataforma estava formada pela Associação dos Arqueólogos Portugueses, Associação Profissional de Arqueólogos, Associação Portuguesa de Museologia, Associação Profissional de Conservadores-Restauradores e pela Confederação Portuguesa das Associações de Defesa do Ambiente.

### Iniciativas
- 2016 - Debate "Formação Académica e Exercício Profissional: uma relação (im)possível?"[7]
- 2014 - Colóquio "À descoberta dos arqueólogos na Europa: o caso de Portugal"
  - (Apresentação dos resultados do projeto europeu Discovering the Archaeologists of Europe, DISCO 2014)[11][12]
- 2011 - Encontro de Arqueologia e Autarquias[8]
- 2006 - Inquérito Nacional à Actividade Arqueológica[13]
- 2003 - Workshops APA : "Documentação e sistemas de informação de registos arqueológicos"[14]
- 2003 - Workshops "Conservar em Arqueologia"[9]
- 2002 - Inquérito à Actividade Arqueológica nas Autarquias[13]
- 1995 - Inquérito aos Arqueólogos[13]

## Presidentes
Pela presidência da direcção desta organização passaram:
- Maria José Almeida[15][16]
- João Tiago Tavares[17]
- Cidália Duarte[11][12]